# Croton pedunculatus
Croton pedunculatus là một loài thực vật có hoa trong họ Đại kích. Loài này được Vell. mô tả khoa học đầu tiên năm 1831.